# Brunei az olimpiai játékokon
Brunei először 1988-ban Brunei Darussalam néven vett részt az olimpiai játékokon, először csak egy tisztviselővel, sportolók nélkül. Brunei olimpikonokat csak 1996 óta küld a nyári olimpiai játékokra, a téli rendezvényekre nem.
Brunei sportoló még nem nyert olimpiai érmet.
A 2008-as játékokra Brunei sportolói készültek, de kizárták őket a megnyitó ünnepség napján, mert elmulasztották regisztrálási kötelességüket.
A Brunei Darussalam Nemzeti Olimpiai Tanácsot 1984-ben alapították, és még abban az évben a NOB fel is vette tagjai közé.